# Elezioni europee del 2024 in Slovenia
Le elezioni europee del 2024 in Slovenia si sono tenute domenica 9 giugno per eleggere i 9 membri del Parlamento europeo spettanti alla Slovenia.

## Sistema elettorale
Per le elezioni europee, la legge elettorale slovena prevede l’applicazione, in un'unica circoscrizione nazionale, di un sistema elettorale a base proporzionale con liste semi-aperte e nessuna soglia di sbarramento.
Le preferenze sono in seguito tradotte in seggi secondo il metodo D'Hondt.
Tutte le persone che hanno la cittadinanza slovena ed una residenza principale in Slovenia, i cittadini sloveni senza residenza in Slovenia (c.d. “sloveni all'estero”) e altri cittadini dell'Unione (se la loro residenza principale è in Slovenia) hanno diritto di voto alle elezioni europee nel paese.
L’esercizio attivo del diritto è ammesso dai 18 anni in su, compresi coloro che compiono tale età entro il giorno delle elezioni, al più tardi. La registrazione al voto è attuata d’ufficio in base alla residenza.
L’esercizio del diritto di candidarsi è ammesso per tutte le persone che hanno diritto di voto e hanno raggiunto l'età di 18 anni il giorno delle elezioni.
È ammesso il voto per posta (solo per anziani, disabili, infermi in cura o occasionali e detenuti), ma non il voto per procura o il voto elettronico. Non è disposto alcun obbligo di voto.

## Risultati
| Liste           | Liste | Partito Europeo | Gruppo          | Voti      | %     | Seggi |
| --------------- | --- | --------------- | --------------- | --------- | ----- | ----- |
|                 | Partito Democratico Sloveno (SDS) | PPE             | PPE             | 206.386   | 30,59 | 4     |
|                 | Movimento Libertà (GS) | –               | RE              | 149.200   | 22,11 | 2     |
|                 | Primavera - Partito Verde (VESNA) | PVE (as)        | Verdi/ALE       | 71.023    | 10,53 | 1     |
|                 | Socialdemocratici (SD) | PSE             | S&D             | 52.390    | 7,76  | 1     |
|                 | Nuova Slovenia (N.Si) | PPE             | PPE             | 51.812    | 7,68  | 1     |
|                 | Partito Popolare Sloveno (SLS) | PPE             | –               | 48.637    | 7,21  | –     |
|                 | La Sinistra (LEVICA) | SE              | –               | 32.436    | 4,81  | –     |
|                 | Resni.ca | –               | –               | 26.767    | 3,97  | –     |
|                 | Partito Democratico dei Pensionati della Slovenia - Dobra Država (DeSUS-DD) • Partito Democratico dei Pensionati della Slovenia (DeSUS) • Dobra Država (DD) | PDE –           | –               | 14.980    | 2,22  | –     |
|                 | Verdi di Slovenia (ZS) | –               | –               | 10.865    | 1,61  | –     |
|                 | Nič od tega (NOT) | –               | –               | 10.263    | 1,52  | –     |
| Totale          | Totale | Totale          | Totale          | 674.759   | 100   | 9     |
| Voti non validi | Voti non validi | Voti non validi | Voti non validi | 31.182    | 1,97  |       |
| Votanti         | Votanti | Votanti         | Votanti         | 705.941   | 41,80 |       |
| Elettori        | Elettori | Elettori        | Elettori        | 1.689.602 |       |       |